# Gran Premio de Francia de Motociclismo de 1972
El Gran Premio de Francia de Motociclismo de 1972 fue la segunda prueba de la temporada 1972 del Campeonato Mundial de Motociclismo. El Gran Premio se disputó el 7 de mayo de 1972 en el Circuito Clermont Ferrand.

## Resultados 500cc
En la categoría reina, el inicio de la carrera tuvo que retrasarse aproximadamente una hora porque la organización primero tuvo que eliminar al público que había invadido la pista. Giacomo Agostini comenzó mal, pero ya estaba a la cabeza al final de la primera vuelta. En la segunda, Phil Read lo superó, especialmente con la Yamaha TD 3, porque su Suzuki T 500 no había estado a la altura en las sesiones de entrenamiento. Read tuvo que darse por vencido, porque la máquina de 250cc era demasiado pequeña para 500cc. En la quinta vuelta, supuestamente con problemas con la caja de cambios tuvo que abandonar. El francés Christian Bourgeois era segundo con un Yamaha TR 3 perforado hasta 354cc, y Kurt-Harald Florin era tercero con su König. Sin embargo, Florin cayó y finalmente Rob Bron fue quien acabó tercero.
| Pos. | Piloto               | Moto        | Tiempo       | Pts. |
| ---- | -------------------- | ----------- | ------------ | ---- |
| 1    | Giacomo Agostini     | MV Agusta   | 1h 05' 47" 3 | 15   |
| 2    | Christian Bourgeois  | Yamaha      | +1' 49" 2    | 12   |
| 3    | Rob Bron             | Suzuki      | +2' 28" 2    | 10   |
| 4    | Bruno Kneubühler     | Yamaha      | +2' 28" 4    | 8    |
| 5    | André Pogolotti      | Suzuki      | +2' 43"      | 6    |
| 6    | Bosse Granath        | Husqvarna   | +2' 52" 2    | 5    |
| 7    | Billie Nelson        | Yamaha      | +2' 53" 2    | 4    |
| 8    | Guido Mandracci      | Suzuki      | +3' 01" 1    | 3    |
| 9    | Kurt-Ivan Carlsson   | Yamaha      | +3' 07" 3    | 2    |
| 10   | Kim Newcombe         | König       | +3' 20" 3    | 1    |
| 11   | Christian Léon       | Kawasaki    |              |      |
| 12   | Steve Ellis          | Yamaha      |              |      |
| 13   | Ron Chandler         | Kawasaki    |              |      |
| 14   | Kaarlo Koivuniemi    | Kawasaki    |              |      |
| 15   | Jean-Paul Passet     | Kawasaki    |              |      |
| 16   | Hans-Otto Butenuth   | BMW         |              |      |
| 17   | Jacques Roca         | Suzuki      |              |      |
| Ret  | Dave Simmonds        | Kawasaki    | Ret          |      |
| Ret  | Jack Findlay         | JADA-Suzuki | Ret          |      |
| Ret  | Sven-Olof Gunnarsson | Kawasaki    | Ret          |      |
| Ret  | Jerry Lancaster      | Yamaha      | Ret          |      |
| Ret  | Chas Mortimer        | Yamaha      | Ret          |      |
| Ret  | Eric Offenstadt      | Kawasaki    | Ret          |      |
| Ret  | Ken Araoka           | Kawasaki    | Ret          |      |
| Ret  | Keith Turner         | Suzuki      | Ret          |      |
| Ret  | Kurt-Harald Florin   | König       | Ret          |      |
| Ret  | Werner Giger         | Kawasaki    | Ret          |      |
| Ret  | Cliff Carr           | Kawasaki    | Ret          |      |
| Ret  | Gyula Marsovszky     | LinTo       | Ret          |      |
| Ret  | André-Luc Appietto   | Kawasaki    | Ret          |      |
| Ret  | Phil Read            | Yamaha      | Ret          |      |
| Ret  | Gérard Debrock       | Kawasaki    | Ret          |      |
| Ret  | Jean Campiche        | LinTo       | Ret          |      |
|      | Fuente:              |             |              |      |

## Resultados 350cc
En 350 cc, la diferencia de peso entre la Yamaha YZ 634 (aprox. 90 kilos) y la MV Agusta 350 3C (aprox. 140 kilos) se reflejó en el enorme atraso que Giacomo Agostini al intentar acercarse al ganador Jarno Saarinen. Teuvo Länsivuori con una Yamaha TR 3 terminó segundo a minuto y medio de Saarinen. Hideo Kanaya estuvo en tercer lugar por algún tiempo, pero se resbaló con la pista mojada. Como resultado, Renzo Pasolini con el Aermacchi quedó tercero. Agostini  Esperó la finalización de los cuatro cilindros MV Agusta 350 4C.
| Pos. | Piloto               | Moto          | Tiempo       | Pts. |
| ---- | -------------------- | ------------- | ------------ | ---- |
| 1    | Jarno Saarinen       | Yamaha        | 1h 10' 13" 9 | 15   |
| 2    | Teuvo Länsivuori     | Yamaha        | +30"         | 12   |
| 3    | Renzo Pasolini       | Aermacchi     | +2' 15" 8    | 10   |
| 4    | Giacomo Agostini     | MV Agusta     | +2' 16" 1    | 8    |
| 5    | János Drapál         | Yamaha        | +3'42"7      | 6    |
| 6    | Dieter Braun         | Yamaha        | +4'01"       | 5    |
| 7    | Eduardo Celso-Santos | Yamaha        | +4'09"9      | 4    |
| 8    | Bruno Kneubühler     | Yamaha        | +4'14"3      | 3    |
| 9    | Michel Rougerie      | Aermacchi     | +1 Vuelta    | 2    |
| 10   | Bosse Granath        | Yamaha        | +1 Vuelta    | 1    |
| 11   | Rodney Gould         | Cowles Yamaha | +1 Vuelta    |      |
| 12   | Rémi Hirschy         | Yamsel        | +1 Vuelta    |      |
| 13   | Emmanuele Maugliani  | Yamaha        | +1 Vuelta    |      |
| 14   | Gilbert Argo         | Yamaha        | +1 Vuelta    |      |
| 15   | Sven-Olov Gunnarsson | Yamaha        | +2 Vueltas   |      |
| 16   | Jean-Paul Passet     | Yamaha        | +2 Vueltas   |      |
| 17   | Ron Harris           | Yamaha        | 5 Vueltas    |      |
| Ret  | Olivier Chevallier   | Yamaha        | Ret          |      |
| Ret  | Jack Findlay         | Yamaha        | Ret          |      |
| Ret  | Hideo Kanaya         | Yamaha        | Ret          |      |
| Ret  | Jacques Hutteau      | Aermacchi     | Ret          |      |
| Ret  | Jean Campiche        | Yamaha        | Ret          |      |
| Ret  | Jerry Lancaster      | Suzuki        | Ret          |      |

## Resultados 250cc
En el cuarto de litro, Phil Read (Yamaha TD 3) dominó la carrera y solo lo volvieron a ver al final. La batalla por el segundo lugar fue emocionante. Al final de la primera vuelta, Jarno Saarinen fue pasado por Dieter Braun, pero una vuelta después Renzo Pasolini con su Aermacchi lo adelantó. Hideo Kanaya tuvo un inicio muy malo, pero se defendió e incluso terminó tercero.
| Pos. | Piloto               | Moto      | Tiempo       | Pts. |
| ---- | -------------------- | --------- | ------------ | ---- |
| 1    | Phil Read            | Yamaha    | 1h 01' 24" 9 | 15   |
| 2    | Renzo Pasolini       | Aermacchi | +18" 1       | 12   |
| 3    | Hideo Kanaya         | Yamaha    | +23"         | 10   |
| 4    | Jarno Saarinen       | Yamaha    | +52"800      | 8    |
| 5    | Werner Pfirter       | Yamaha    | +54"100      | 6    |
| 6    | Teuvo Länsivuori     | Yamaha    | +1'52"800    | 5    |
| 7    | Walter Sommer        | Yamaha    | +1'57"900    | 4    |
| 8    | Christian Bourgeois  | Yamaha    | +1'58"200    | 3    |
| 9    | Dieter Braun         | Maico     | +2'11"900    | 2    |
| 10   | Börje Jansson        | Derbi     | +2'17"400    | 1    |
| 11   | Olivier Chevallier   | Yamaha    | +2'19"200    |      |
| 12   | Eduardo Celso-Santos | Yamaha    | +2'20"500    |      |
| 13   | János Drapál         | Yamaha    | +3'24"900    |      |
| 14   | Jacques Roca         | MZ        | +3'25"400    |      |
| 15   | Kent Andersson       | Yamaha    | +3'44"600    |      |
| 16   | Ingemar Larsson      | Yamaha    | +3'48"200    |      |
| 17   | Hans Hallberg        | Yamaha    | +3'48"700    |      |
| 18   | Brian Kemp           | Yamaha    | +1 Vuelta    |      |
| 19   | Gérard Debrock       | Yamaha    | +1 Vuelta    |      |
| 20   | Seppo Kangasniemi    | Yamaha    | +1 Vuelta    |      |
| 21   | Bernard Chapelle     | Yamaha    | +1 Vuelta    |      |
| 22   | Guido Mandracci      | Yamaha    | +1 Vuelta    |      |
| 23   | G. Chevallier        | Yamaha    | +1 Vuelta    |      |
| 24   | Johnny Bengtsson     | Yamaha    | +2 Vueltas   |      |
| Ret  | Michel Rougerie      | Yamaha    | Ret          |      |
| Ret  | John Dodds           | Yamaha    | Ret          |      |
| Ret  | Rodney Gould         | Yamaha    | Ret          |      |
| Ret  | Gyula Marsovszky     | Yamaha    | Ret          |      |
| Ret  | Barry Sheene         | Yamaha    | Ret          |      |
| Ret  | Benjamín Grau        | Montesa   | Ret          |      |
| Ret  | André-Luc Appietto   | Yamaha    | Ret          |      |
| Ret  | Oronzo Memola        | Yamaha    | Ret          |      |

## Resultados 125cc
La carrera de 125cc fue la más emocionante. Börje Jansson inmediatamente tomó la delantera, pero su Maico se quedó atascada después de media vuelta. Esto creó una carrera emocionante en la que Ángel Nieto (Derbi), Dave Simmonds (Kawasaki KA-1) y Gilberto Parlotti (Morbidelli) se relevaron mutuamente en la delantera. Chas Mortimer intentó acercar su Yamaha YZ 623 C refrigerado por agua, y cuando tuvo éxito, Nieto se retiró con un motor defectuoso. Parlotti aparentemente había ahorrado su Morbidelli hasta la mitad de la carrera, por lo que fue para ganar con facilidad. Chas Mortimer terminó en segundo lugar y Börje Jansson, que permitió que su motor se enfriara para ganar velocidad, logró vencer a Simmonds y acabó tercero.
| Pos. | Piloto              | Moto       | Tiempo    | Pts. |
| ---- | ------------------- | ---------- | --------- | ---- |
| 1    | Gilberto Parlotti   | Morbidelli | 57' 08" 6 | 15   |
| 2    | Chas Mortimer       | Yamaha     | +17" 5    | 12   |
| 3    | Börje Jansson       | Maico      | +20"      | 10   |
| 4    | Dave Simmonds       | Kawasaki   | +22" 3    | 8    |
| 5    | Thierry Tchernine   | Yamaha     | +57"800   | 6    |
| 6    | Harald Bartol       | Suzuki     | +2'34"200 | 5    |
| 7    | Ramón Jiménez       | Yamaha     | +3'19"500 | 4    |
| 8    | Seppo Kangasniemi   | Maico      | +3'21"500 | 3    |
| 9    | Michel Rougerie     | Aermacchi  | +3'25"400 | 2    |
| 10   | Matti Salonen       | Yamaha     | +3'29"200 | 1    |
| 11   | Etienne Delamarre   | Yamaha     | 1 Vuelta  |      |
| 12   | Walter Winkler      | Maico      | 1 Vuelta  |      |
| 13   | Gottlob Schweikardt | Maico      | 1 Vuelta  |      |
| 14   | Iwan Panizzi        | Aermacchi  | 1 Vuelta  |      |
| 15   | Joël Dhouailly      | Yamaha     | 1 Vuelta  |      |
| 16   | Rolland Moulin      | Maico      | 2 Vueltas |      |
| Ret  | Ángel Nieto         | Derbi      | Ret       |      |
| Ret  | Kent Andersson      | Yamaha     | Ret       |      |
| Ret  | Pierre Viura        | Maico      | Ret       |      |
| Ret  | Steve Machin        | Yamaha     | Ret       |      |
| Ret  | Adriano Cocchi      | Yamaha     | Ret       |      |